# Герб Старої Синяви
Герб Старої Синяви затверджений 21 травня 1996 р. рішенням сесії селищної ради XXII скликання. Автор — Б. Б. Шулевський.

## Опис герба
У лазуровому щиті золота перекинута шабля і червоний пернач із золотим руків'ям, покладені в косий хрест, поверх всього золотий колос. Знизу виникає срібний вилоподібний хрест, просічений чорним. У вільній частині в лазуровому полі золоте усміхнене шістнадцятипроменеве сонце.

## Символіка
Шабля і спис — символ перемоги над поляками війська Б. Хмельницького біля Пиляви у 1648 р. Хрест — символ річок Ікви і Південного Бугу. Сонце — символ Поділля.